# 유전자 변형 생물
유전자 변형 생물(遺傳子變形生物, 영어: genetically modified organism, GMO/genetically engineered organism, GEO/Living modified organism, LMO)은 기존의 생물체 속에 다른 생물체의 유전자를 끼워 넣음으로써 기존의 생물체에 존재하지 않던 새로운 성질을 갖도록 한 생물체이다. 본래 유전자를 변형 및 조작하여 생산성 및 상품의 질을 높이는 등의 목적으로 생산되고 있다. 모든 생물체는 DNA라고 하는 유전자 정보를 가지고 있다. 이 유전 정보에 따라서 생물체의 각 기관이 만들어지고 기능을 하게 되기 때문에 DNA(디옥시리보핵산)는 생명의 기본요소라고 할 수 있다. 과학기술이 발달함에 따라 생물마다의 DNA정보를 파악할 수 있게 되었으며 인간게놈프로젝트라는 것도 인간의 DNA정보를 파악하고자 하는 시도다. 이처럼 유전공학이 발달함에 따라 이러한 유전정보를 식물에 활용하고자 하는 시도가 이루어지게 되었다. 유전자 변형으로 생물이 탄생하는 경우는 연구를 통해서 많이 알 수 있다.                            .

## 유전자 변형 기술
이와같은 기본적 메커니즘으로 유전자 변형 생물을 만드는 데 이용되는 기술들은 다음과 같이 아그로박테리움법, 프로토플라스트법, 유전자총법 등이 있다. 이중 가장 널리 쓰이고 있는 방법은 아그로박테리움법으로서, 아그로 박테리아를 이용하여 원하는 유전물질을 투입하는 방법이다. 식물을 예로 들었을 때, 식물을 유전적으로 변형시키기 위하여 T-Plasmid라는 핵산 단백질 형태로 자신의 DNA를 식물체의 염색체에 끼워 넣을 수 있다. 이는 식물체의 세포 안으로 유전물질을 전달하는 역할을 하며, 전달된 유전물질은 세포 안에서 융합된다. 이와 같은 방법으로 어그로박테리움 유전자 변형 작물을 만드는 데에 널리 이용되고, 그 외에도 유전형질전환을 위해 세포의 반응을 연구하기 위한 시스템으로도 사용되고 있다. 이외에도 프로토플라스트법의 경우, 식물세포의 두꺼운 세포벽을 제거하여 세포벽이 없는 상태(프로토플라스트)를 만들고 이 상태에서 원하는 DNA를 주입하여  만들어내는 기법이다. 또한 유전자총법의 경우에는 금 또는 텅스텐의 미세한 금속표면에 DNA물질을 묻혀서 총으로 쏘면, 세포내부로 DNA물질이 들어가는 방법이다. 이는 비교적 성공확률이 낮고, 타 방법으로 유전물질을 넣기 힘든 경우에 주로 사용된 방법이다.

## 본문
유전자 변형 생물은 기본적으로 다른 유기체의 DNA를 재조합하여 나타내기 때문에, 그 태생은 유전자(DNA)의 발견과 조합으로부터 시작된다. 이는 1953년 제임스 왓슨과 프랜시스 크릭이 DNA 구조를 규명하고, 1971년, DNA의 특정 염기 부분을 자유자재로 절단 가능하게 되었으며, 1973년 처음 DNA의 잘라진 부분을 다른 DNA 부분에 재결합시키면서, 유전자 재조합 박테리아인 살모넬라 유전자에서부터 기인한다.
이는 인슐린의 대량생산 등으로 먼저 이용되었고, 실제로 유전자 변형 식품으로서 모습을 드러낸 시기는 1994년 미국의 식품의약청(FDA)의 승인을 받아 처음으로 개발된 무르지 않는 토마토이다. 이를 시발점으로 몬산토사의 콩과 그외 노바티스사의 옥수수, 감자 등 11여 개의 이를 정도의 다품종들이 시판되어 소비되었다. 또한 재배의 용이성과 기능성 등의 장점을 토대로 해마다 경작비율 또한 늘어가고 있다.
유전자 변형 식품에 관해 인체에 미치는 영향에 대한 구체적인 피해사례와 부작용 관련 실험들이 현재도 진행 중이다. 인체에 미칠 영향에 우려한 세계 각국에서는 각기 다른 형질과 그 첨가량에 대하여 법으로서 규제하고 있는 부분이 많다. 이에 따라 농산물 수입 및 GMO 함유 상품에 대한 표시제도 등 각국에서 논란 및 관련 법률들이 정제되고 있는
상황이다

## 관련 용어 및 개념

### DNA
DNA는 핵산의 일종이며, 세포 내 존재하는 유전형질을 전달하는 유기화학적 분자구조이다. 결합되어 있는 염기에 의해 구분되는 네 종류의 뉴클레오티드가 중합되어 이중 나선 구조를 이룬다. 세포질 내에 DNA의 포함부분은 점성을 가지고 있고, 제한효소로 절단 및 분해할 수 있으며,다른 DNA와 결합할 수도 있다. DNA는 열에 약하며 열을 가할 시, 열변성을 일으키며 기존의 나선구조에서 변화되는 형태를 띠게 된다. DNA가 유전정보의 매개체로서 작용한다는 것은 미생물학적 연구에 의해 밝혀졌으며, 모든 생물은 DNA를 가지고 있지만, 일부 바이러스의 경우 RNA를 가지고 있다.

### 유전공학
유전공학이란, 세포 내의 생체분자에서 유전물질의 구조적·기능적 생명현상을 해석하려는 학문 분야로서 유전현상은 세포 내에 존재하는 유전자를 통해 유전물질의 전달에 의해서 일어난다. 유전자는 대개 DNA라는 나선구조의 고분자화학물질로 구성되어 있고, 생존하는 생물들의 경우 모두 서로 다른 유전자와 유전형질을 가지고 있고, 각각의 유전자의 양도 다르기 때문에 다른형태로 발생된다. 유전공학의 가장 큰 틀은 유전자의 형질에 대해 연구하고, 인류에게 유용한 유전자를 인공적으로 분리 및 합성하거나 다른 생물로부터 재조합하여 현재의 생명체보다 유용성과 장점을 유전형질의 추가로서 나타내고자 하는 학문 분야이다.

### 형질 전환
형질 전환이란, 외부에서 들어온 유전 물질에 의해 형질이 바뀌는 현상으로, 자연적으로 가질 수 없는 유전 물질이 도입되어 형질이 바뀐 생물을 형질 전환 생물이라고 한다. 다른 종의 유전자를 삽입,조작함으로써 본래의 것과 다른 유전적 특성을 갖게 하는 것이다
아그로 박테리아는 토양 미생물의 일종으로 토양에 양분이 부족해지면 식물에 침투하여 기생하는데 아그로 박테리아가 가지고 있는 Ti 플라스미드에는 T DNA라 불리는 부분이 있어서 이 부위가 식물의 유전체에 삽입되면 형질 전환을 일으켜 줄기 또는 뿌리에 비정상적인 혹이 생긴다. 이러한 원리를 이용하여 Ti 플라스미드의 T DNA에 유용한 유전자를 삽입 시킨 후 재조합된 Ti 플라스미드를 가진 아그로 박테리움을 식물세포에 감염시켜 유용한 DNA가 식물 세포로 전달되도록 만든다. 이러한 방법으로 도입된 식물은 T DNA가 절단되었으므로 혹이 생기지 않는다.

### 유전자 총
재조합 DNA를 만들어 미세한 금속으로 코팅한 후 식물 세포를 향해 금속 입자와 함께 쏘아 식물체 내의 염색체에 외래 DNA가 삽입되도록 하는 기기. 유전자 총은 따로 재조합한 여러 종류의 DNA를 섞어서 발사하기 때문에 여러 유전자를 한 번에 이식할 수 있다.

### 세계 GMO 현황
전 세계에서 재배되는 유전자 변형 식물은 2002년 말 16개국에서 유채, 아르헨티나, 브라질 등의 나라에서도 유전자 변형 작물을 키우고 있으며 2007년 이전 10년간 세계 재배면적은 50배 이상 늘어난 상황이고, 경작 면적 증가율도 해마다 10%를 웃돌고 있다. 2004년도 GMO작물 재배면적은 8,100만ha로 2003년에 비해 15%증가하였으며 재배 원년이라 할 수 있는 1996년에 비하면 약 47배 정도 증가한 셈이다.
2008년 2월 GMO에 관해 연례 보고서를 출간하는 ‘농업생명공학 응용을 위한 국제서비스’에서 2007년 GMO 현황을 발표한 바에 의하면, 23개의 국가에서 GMO를 재배하고 있는 것으로 알려졌고, 총 GMO 재배면적은 1억1430만 헥타르로 전 세계 경작지 15억 헥타르의 8%를 차지하고 있다. GMO의 수입 역시 2008년의 수요에 비해 충족되지 못한 공급에 의한 곡물가 급등으로 인해 수입을 금기시하던 국가 및 기업들도 수입을 시작하였으며 서서히 GMO의 인식도 변화해가고 있는 실정이다. 하지만 2008년에 프랑스에서는 GMO를 제한하는 법안이 의회를 통과하여 많은 논란이 일기도 하였다.
유전자 변형 식품(GMO food)은 1990년대 초반 시장에 처음 나왔다. 전형적인 유전자 변형 식품에는 콩, 곡식, 캐놀라 그리고 면실유가 있다. 동물 식품도 또한 개발되어왔지만 시장에서는 현재 거의 없다. 2006년 돼지가 회충 유전자를 통해 오메가 3 지방산을 생산하도록 변형되었다. 연구가들은 또한 식물 인을 더 효과적으로 흡수할 수 있는 유전적으로 변형된 돼지 종을 개발해왔다. 그리고 그 결과로서 그들의 거름의 인 내용물이 60퍼센트까지 감소되었다. 2015년에는 미국 식품의약국(FDA)이 유전자변형 연어에 대해 식용을 승인했다. 대서양 연어에 태평양치누크연어를 주입함으로써 성체가 되기까지 16~18개월밖에 소요되지 않도록 변형되었는데 일반 연어와 생물학적으로 차이가 없고 영양이 풍부하다.

### 대한민국 내 GMO 현황
대한민국은 농업생명공학에 관한 3대 기본목표를 설정하고 이를 추진 했는데 그 중 하나가 2010년까지 농업생명공학기술에 의한 벼 신품종개발 기술 수준 세계 1위로 자리매김 하는 것이었다. 이러한 정책목표 아래 연구와 개발단계에 있는 품목은 많으나 상품화된 품목은 없다. 하지만 수입에 있어 2001년 7월 이후부터 2007년 상반기까지만 600만t이 넘는 GMO 콩을 수입하였지만, 최종제품에서 GMO성분 미검출로 식용유, 간장, 액상과당 등의 제품에 표시되지 않은 것이 현실이다. 그외 단지 수출품목에 대한 소비자의 알권리를 보장하고, GMO 관리를 위한 다양한 법제를 마련해 두고 있다.
농촌진흥청으로부터 제출받은 GMO 현황 자료를 분석한 결과, 2011년~2014년 GMO농산물의 수입은 39% 증가했다고 밝혔다.
2011년~2014년 총 3539만 톤, 13조 3000억 원어치 수입. 한해 평균 885만 톤, 3조 3000억 원치 수입. 2014년에는 1082만 톤, 3조 6500억 원어치로 역대 최대치를 기록했다. GMO와 관련 식용에 대한 안전성 문제가 아직은 해결되지 않았고 많은 시간이 필요할 것으로 판단되어 GMO의 급속한 수입증가는 결국 국부의 원천인 종자산업에까지 영향을 미칠 것이며 우리나라 농산물의 수급 문제에도 직간접적으로 영향을 줄 것이다. 따라서 종자 수출의 목적으로라도 연구개발에는 지속적 관심과 지원이 필요하다고 밝혔다.
결론적으로 유전자 변형 작물의 수입 1위 국가는 대한민국이다. 일본이 수입 1위이지만 동물 사료로만 사용되는데 수입 2위 대한민국은 재래시장에서 식용으로 판매한다.

## 유전자 변형 생물에 관한 법률

### 법안에 대한 국가간 논의
GMO 작물은 전 세계적으로 1억 1430만ha 지역에서 재배되고 있다. 국제 사업단(ISAAA)에 따르면, 콩, 옥수수, 면화, 유채 등의 순으로 재배량이 많으며, 해마다 재배 면적이 10% 이상씩 증가하고 있다. 2003년 유럽 연합은 미국과 무역마찰을 빚어온 유전자 변형 농산물의 수입금지 조처를 해제하기로 했으나 유전자 변형 농산물의 표시와 추적은 더 강화할 방침이어서 미국과의 갈등은 여전히 남아 있는 상태이다. 수입금지 해제의 법안에 따르면 유전자 변형 농산물의 수입금지는 철회하는 대신 유전자 변형 성분을 0.9% 이상 함유하고 있는 모든 제품에 대해 유전자 변형 제품임을 표시하도록 의무화했다. 유럽 의회는 이 기준을 0.5%까지 낮출 가능성도 있다고 <에이피통신>은 보도했다. 이는 미국이 요구해온 유전자 변형 농산물의 수입금지는 없애지만 소비자들이 유전자 변형 식품인지 여부를 제대로 알고 제품을 선택하도록 하겠다는 취지다. 유럽 연합은 지난 1998년 안전성이 입증되지 않았다는 이유로 새로운 유전자 변형 농산물의 수입을 금지해왔는데, 미국은 이 조처가 자국산 농산물의 수출을 가로막고 있다며 지난 5월 캐나다와 오스트레일리아 등과 함께 세계무역기구에 제소했다. 미국은 전 세계 유전자 변형 농산물의 70% 이상을 생산하는 최대 수출국으로, 미국 정부는 유럽 연합의 수입금지 조처로 옥수수 수출에서만 연간 3억 달러의 손실을 입고 있다고 주장해왔다.

### GMO 표시 법안
2002년 기준으로 GMO표시제는 유럽연합·한국·일본·뉴질랜드에서 실시하고 있다.
(하지만 한국은 아직 표시를 완전히 다 하는 것은 아니다. 옥수수 등은 GMO가 3% 이상 섞일 경우에는 반드시 GMO를 표시해야 한다. 콩류는 2001년 4월, 콩류 가공식품은 2001년 7월, 감자는 2002년 3월, 감자 가공품은 2002년 7월부터 의무표시제를 실시한다.
농림수산식품부는 농수산물 품질관리법을 제정하여 유전자조작 농수산물의 표시근거를 마련하고, 농수산물 품질관리법 시행령에 구체적으로 표시대상품목, 표시기준 및 방법을 정하였다. 이에 따라 허위로 표시하거나 표시를 하지 않은 위반업자들은 최고 3000만원 이하의 벌금 또는 3년 이하의 징역형을 받게 된다(농수산물품질관리법령 35조).
표시대상은 유전자조작 농수산물 중 농림수산식품부 장관 또는 해양수산부 장관이 정하여 고시하고, 그밖의 유전자조작 농수산물에 대해서는 자율적으로 표시할 수 있으며, 또한 유전자조작 농수산물이 아닌 경우에는 유전자조작 농수산물이 아님을 자율적으로 표시할 수 있다.
기존의 농수산물과 구성성분, 영양가, 용도, 알레르기 반응 등의 특성이 다르다고 판명된 품목, 인간의 유전자를 식물 또는 동물에 도입한 농수산물 등 윤리적으로 문제가 제기되는 품목, 기타 농림수산식품부 장관이 소비자에게 올바른 구매정보 제공을 위하여 필요하다고 인정하는 품목이 표시대상이다(농수산물품질관리법시행령 26·27조).
표시기준 및 방법은 첫째, GMO 농산물인 경우에는 ‘유전자변형 농산물’이라고 표시하고, GMO 농산물 등을 포함한 경우에는 ‘유전자변형 농산물 포함’이라고 표시한다. 둘째, 해당 농수산물의 포장용기의 표면 또는 판매장소 등에 최종구매자가 용이하게 판독할 수 있는 활자체로 표시하고, 식별하기 쉬운 위치에 표시하며, 쉽게 지워지거나 떨어지지 않는 방법으로 표시한다.
제품의 주요 수출국인 미국은 안전에 이상이 없다는 입장이지만, 유럽에서는 동물실험결과 부작용이 발견되었기 때문에 GMO 식품표시제도를 시행하고 있다. 유럽연합국가들은 1% 이상, 일본은 5% 이상이 GMO 표시기준이다.

### 한국의 관련 법안 현황
대한민국은 GMO를 재배하지 않고 있지만 수입하여 사용되고 있다. GMO표시가 의무화 된 2001년 이후 GMO 대두(콩)을 수입하여 매년 100t 정도를 소비하고 있다. 과거 대개1% 미만의 함유량의 GMO원료를 허용했던 유럽과 달리 3% GMO 함유량을 허용했던 일본의 경우, 제조시 GMO 원료가 포함되더라도 출시된 상품에서 GMO 유전자가 검출되지 않을 경우 아예 표시 대상에서 제외되는 등 규제가 가벼웠었다. 하지만, 유전자재조합 표시대상이 2009년 4월 기준, 앞으로는 GMO원료를 사용한 모든 식품으로 확대된다. 개선 내용에 따르면 지금까지는 GMO원료를 함량 5순위 이내로 사용하여 최종 제품에 해당 성분이 남아 있는 경우에만 표시를 했으나 이를 변경하여 소비자의 알 권리를 보장하고 선택권을 넓히기로 하였다.

## 같이 보기
- 글로피쉬(영어판)
- 바실러스 튜린겐시스